# Juszkowy Gród (gromada)
Juszkowy Gród – dawna gromada, czyli najmniejsza jednostka podziału terytorialnego Polskiej Rzeczypospolitej Ludowej w latach 1954–1972.
Gromady, z gromadzkimi radami narodowymi (GRN) jako organami władzy najniższego stopnia na wsi, funkcjonowały od reformy reorganizującej administrację wiejską przeprowadzonej jesienią 1954 do momentu ich zniesienia z dniem 1 stycznia 1973, tym samym wypierając organizację gminną w latach 1954–1972.
Gromadę Juszkowy Gród z siedzibą GRN w Juszkowym Grodzie utworzono – jako jedną z 8759 gromad – w powiecie białostockim w woj. białostockim, na mocy uchwały nr 11/V WRN w Białymstoku z dnia 4 października 1954. W skład jednostki weszły obszary dotychczasowych gromad Juszkowy Gród, Barszczewo, Ciwoniuki, Kuchmy, Suszcza i Odnoga oraz obszar l.p. N-ctwa Hieronimowo o pow. 3.400,06 haze zniesionej gminy Michałowo w tymże powiecie. Dla gromady ustalono 16 członków gromadzkiej rady narodowej.
1 stycznia 1958 do gromady Juszkowy Gród przyłączono obszar zniesionej gromady Rudnia.
31 grudnia 1959 do gromady Juszkowy Gród przyłączono wieś Planty ze znoszonej gromady Nowa Wola.
1 stycznia 1972 z gromady Juszkowy Gród wyłączono obszar lasów państwowych Nadleśnictwa Hieronimowo, obejmujący następujące oddziały: 146, 147, 148, i 149 włączając go do gromady Michałowo.
Gromada przetrwała do końca 1972 roku, czyli do kolejnej reformy gminnej.